# Strade Bianche féminines 2024
Cet article concerne la compétition féminine. Pour la compétition masculine, voir Strade Bianche 2024.
La 10e édition des Strade Bianche féminines a lieu le 2 mars 2024. C'est la cinquième manche de l'UCI World Tour féminin. Elle est remportée par la Belge Lotte Kopecky.

## Équipes
| UCI Women's WorldTeams (14)- AG Insurance-Soudal Team - Canyon-SRAM Racing - Ceratizit-WNT Pro Cycling - FDJ-Suez - Fenix-Deceuninck - Human Powered Health - Lidl-Trek - Liv AlUla Jayco - Movistar Team - Team DSM-Firmenich PostNL - SD Worx-Protime - Team Visma \| Lease a Bike - UAE Team ADQ - Uno-X Mobility Équipes féminines continentales (10)- Aromitalia-3T-Vaiano - BTC City Ljubljana Zhiraf Ambedo - Bepink-Bongioanni - Cofidis - EF Education-Cannondale - Isolmant-Premac-Vittoria - Laboral Kutxa-Fundacion Euskadi - Team Mendelspeck Ge-Man - Tashkent City Women Professional Cycling Team - Top Girls Fassa Bortolo |
| |

## Parcours

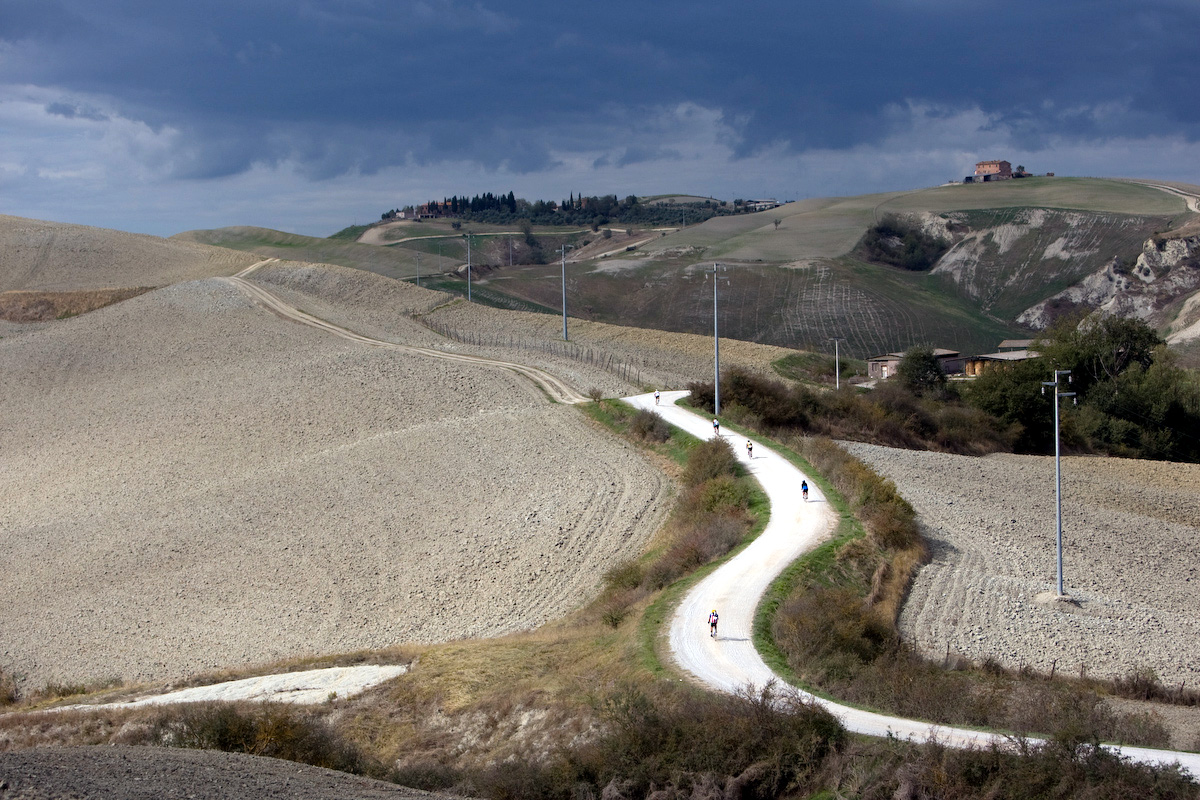
L'une des strade bianche.

La course commence et se termine à Sienne, dans le site du patrimoine mondial de l'UNESCO. La distance du parcours est portée à 137 kilomètres, tracée entièrement dans le sud de la province de Sienne en Toscane. La course est particulièrement connue pour ses routes blanches en gravier (strade bianche ou sterrati).
Douze strade bianche sont au programme de cette édition :
| Secteur | Nom                   | Position                         | Longueur | Difficulté |
| ------- | --------------------- | -------------------------------- | -------- | ---------- |
| 1       | Vidritta              | entre le km 14,0 et le km 16,1   | 2 100 m  | 01         |
| 2       | Bagnaia               | entre le km 21,3 et le km 27,1   | 5 800 m  | 01         |
| 3       | Radi                  | entre le km 33,4 et le km 37,8   | 4 400 m  | 03         |
| 4       | La Piana              | entre le km 44,1 et 50,5         | 6 400 m  | 01         |
| 5       | San Martino in Grania | entre le km 60,7 et le km 70,2   | 9 500 m  | 03         |
| 6       | Monteaperti           | entre le km 83,3 et le km 83,9   | 600 m    | 01         |
| 7       | Colle Pinzuto         | entre le km 87,7 et le km 90,1   | 2 400 m  | 04         |
| 8       | Le Tolfe              | entre le km 93,9 et le km 95,0   | 1 100 m  | 03         |
| 9       | Castagno              | entre le km 97,4 et le km 98,7   | 1 300 m  |            |
| 10      | Montechiaro           | entre le km 111,2 et le km 114,5 | 3 300 m  |            |
| 11      | Colle Pinzuto         | entre le km 117,9 et le km 120,3 | 2 400 m  | 04         |
| 12      | Le Tolfe              | entre le km 124,2 et le km 125,3 | 1 100 m  | 03         |

## Favorites
La vainqueur sortante, Demi Vollering, et la vainqueur 2022 ainsi que deuxième en 2023 Lotte Kopecky sont les favorites de l'épreuve. Face à elle, Marianne Vos vient de remporter le Circuit Het Nieuwsblad. Elle a également été huit fois championne du monde de cyclo-cross. Katarzyna Niewiadoma a remporté le championnat du monde gravel 2023 et peut donc briller sur ce terrain. Elisa Longo Borghini et Shirin van Anrooij ont montré au Circuit Het Nieuwsblad qu'il faut compter avec elle. Enfin, Mavi Garcia est la dernière favorite.

## Récit de la course
La première attaque significative a lieu à une soixantaine de kilomètres de l'arrivée, lorsqu'un groupe composé de Mischa Bredewold, Anouska Koster, Riejanne Markus, Amber Kraak, Elizabeth Deignan, Barbara Malcotti, Letizia Borghesi, Neve Bradbury, Kimberley Le Court, Yara Kastelijn et Alena Amialiusik parvient à prendre une minute d'avance sur le peloton. Les SD Worx puis les Lidl-Trek rattrapent finalement le groupe de fuyardes à 25 kilomètres de l'arrivée. Dans le Colle Pinzuto, Evita Muzic place une accélération. Elle est rejointe et contrée par Demi Vollering. Elle est suivie par Katarzyna Niewiadoma, Elisa Longo Borghini, Marianne Vos, Lotte Kopecky et Puck Pieterse. Sur la route, Vollering attaque de nouveau, mais le groupe se reforme avec également  Christina Schweinberger et Élise Chabbey. Dans la dernière strada bianca, Le Tolfe, Katarzyna Niewiadoma passe à l'attaque dans les pourcentages les plus difficiles, et seules Shirin van Anrooij, Demi Vollering, Elisa Longo Borghini et Lotte Kopecky parviennent à suivre. Après plusieurs tentatives, ces deux dernières réussissent à partir seules et conservent suffisamment d'avance pour se jouer la victoire dans les rues de Sienne. A 700 mètres, Kopecky place une attaque décisive et s'impose devant l'Italienne. Vollering complète le podium, au terme d'un sprint avec Niewiadoma,.

## Classements

### Classement final
| \| Classement général \| Classement général \| Classement général \| Classement général \| Classement général \| \| Coureuse \| Coureuse \| Pays \| Équipe \| Temps \| \| ------------------ \| -------------------- \| ------------------ \| -------------------------- \| ------------------ \| \| 1re \| Lotte Kopecky \| Belgique \| SD Worx-Protime \| 3 h 55 min 43 s \| \| 2e \| Elisa Longo Borghini \| Italie \| Lidl-Trek \| + 4 s \| \| 3e \| Demi Vollering \| Pays-Bas \| SD Worx-Protime \| + 26 s \| \| 4e \| Katarzyna Niewiadoma \| Pologne \| Canyon-SRAM Racing \| + 26 s \| \| 5e \| Shirin van Anrooij \| Pays-Bas \| Lidl-Trek \| + 40 s \| \| 6e \| Kristen Faulkner \| États-Unis \| EF Education-Cannondale \| + 41 s \| \| 7e \| Riejanne Markus \| Pays-Bas \| Team Visma \\| Lease a Bike \| + 1 min 01 s \| \| 8e \| Elise Chabbey \| Suisse \| Canyon-SRAM Racing \| + 1 min 54 s \| \| 9e \| Marianne Vos \| Pays-Bas \| Team Visma \\| Lease a Bike \| + 1 min 54 s \| \| 10e \| Évita Muzic \| France \| FDJ-Suez \| + 1 min 54 s \| |                      |            |                            |                 |
| |                      |            |                            |                 |
| Source : ProCyclingStats |                      |            |                            |                 |
| Classement général |                      |            |                            |                 |
| Coureuse | Coureuse             | Pays       | Équipe                     | Temps           |
| 1re | Lotte Kopecky        | Belgique   | SD Worx-Protime            | 3 h 55 min 43 s |
| 2e | Elisa Longo Borghini | Italie     | Lidl-Trek                  | + 4 s           |
| 3e | Demi Vollering       | Pays-Bas   | SD Worx-Protime            | + 26 s          |
| 4e | Katarzyna Niewiadoma | Pologne    | Canyon-SRAM Racing         | + 26 s          |
| 5e | Shirin van Anrooij   | Pays-Bas   | Lidl-Trek                  | + 40 s          |
| 6e | Kristen Faulkner     | États-Unis | EF Education-Cannondale    | + 41 s          |
| 7e | Riejanne Markus      | Pays-Bas   | Team Visma \| Lease a Bike | + 1 min 01 s    |
| 8e | Elise Chabbey        | Suisse     | Canyon-SRAM Racing         | + 1 min 54 s    |
| 9e | Marianne Vos         | Pays-Bas   | Team Visma \| Lease a Bike | + 1 min 54 s    |
| 10e | Évita Muzic          | France     | FDJ-Suez                   | + 1 min 54 s    |

### UCI World Tour

#### Points attribués
| Position           | 1er | 2e  | 3e  | 4e  | 5e  | 6e  | 7e  | 8e  | 9e | 10e | 11e | 12e | 13e | 14e | 15e | 16e à 20e | 21e à 30e | 31e à 40e |
| Classement général | 400 | 320 | 260 | 220 | 180 | 140 | 120 | 100 | 80 | 68  | 56  | 48  | 40  | 32  | 28  | 24        | 16        | 8         |

| Classement par points | Classement par points | Classement par points | Classement par points      | Classement par points |
| Coureuse              | Coureuse              | Pays                  | Équipe                     | Points                |
| --------------------- | --------------------- | --------------------- | -------------------------- | --------------------- |
| 1re                   | Lotte Kopecky         | Belgique              | SD Worx-Protime            | 1186 pts              |
| 2e                    | Elisa Longo Borghini  | Italie                | Lidl-Trek                  | 715 pts               |
| 3e                    | Neve Bradbury         | Australie             | Canyon-SRAM Racing         | 694 pts               |
| 4e                    | Dominika Włodarczyk   | Pologne               | UAE Team ADQ               | 520 pts               |
| 5e                    | Sarah Gigante         | Australie             | AG Insurance-Soudal Team   | 514 pts               |
| 6e                    | Marianne Vos          | Pays-Bas              | Team Visma \| Lease a Bike | 480 pts               |
| 7e                    | Rosita Reijnhout      | Pays-Bas              | Team Visma \| Lease a Bike | 448 pts               |
| 8e                    | Cecilie Uttrup Ludwig | Danemark              | FDJ-Suez                   | 408 pts               |
| 9e                    | Demi Vollering        | Pays-Bas              | SD Worx-Protime            | 400 pts               |
| 9e                    | Shirin van Anrooij    | Pays-Bas              | Lidl-Trek                  | 400 pts               |

| Classement par points | Classement par points | Classement par points | Classement par points      | Classement par points |
| Coureuse              | Coureuse              | Pays                  | Équipe                     | Points                |
| --------------------- | --------------------- | --------------------- | -------------------------- | --------------------- |
| 1re                   | Lotte Kopecky         | Belgique              | SD Worx-Protime            | 1186 pts              |
| 2e                    | Elisa Longo Borghini  | Italie                | Lidl-Trek                  | 715 pts               |
| 3e                    | Neve Bradbury         | Australie             | Canyon-SRAM Racing         | 694 pts               |
| 4e                    | Dominika Włodarczyk   | Pologne               | UAE Team ADQ               | 520 pts               |
| 5e                    | Sarah Gigante         | Australie             | AG Insurance-Soudal Team   | 514 pts               |
| 6e                    | Marianne Vos          | Pays-Bas              | Team Visma \| Lease a Bike | 480 pts               |
| 7e                    | Rosita Reijnhout      | Pays-Bas              | Team Visma \| Lease a Bike | 448 pts               |
| 8e                    | Cecilie Uttrup Ludwig | Danemark              | FDJ-Suez                   | 408 pts               |
| 9e                    | Demi Vollering        | Pays-Bas              | SD Worx-Protime            | 400 pts               |
| 9e                    | Shirin van Anrooij    | Pays-Bas              | Lidl-Trek                  | 400 pts               |

| Classement du meilleur jeune | Classement du meilleur jeune | Classement du meilleur jeune | Classement du meilleur jeune | Classement du meilleur jeune |
| Coureuse                     | Coureuse                     | Pays                         | Équipe                       | Points                       |
| ---------------------------- | ---------------------------- | ---------------------------- | ---------------------------- | ---------------------------- |
| 1re                          | Shirin van Anrooij           | Pays-Bas                     | Lidl-Trek                    | 12 pts                       |
| 2e                           | Neve Bradbury                | Australie                    | Canyon-SRAM Racing           | 12 pts                       |
| 3e                           | Puck Pieterse                | Pays-Bas                     | Fenix-Deceuninck             | 8 pts                        |

| Classement du meilleur jeune | Classement du meilleur jeune | Classement du meilleur jeune | Classement du meilleur jeune | Classement du meilleur jeune |
| Coureuse                     | Coureuse                     | Pays                         | Équipe                       | Points                       |
| ---------------------------- | ---------------------------- | ---------------------------- | ---------------------------- | ---------------------------- |
| 1re                          | Shirin van Anrooij           | Pays-Bas                     | Lidl-Trek                    | 12 pts                       |
| 2e                           | Neve Bradbury                | Australie                    | Canyon-SRAM Racing           | 12 pts                       |
| 3e                           | Puck Pieterse                | Pays-Bas                     | Fenix-Deceuninck             | 8 pts                        |

| Classement par équipes aux points | Classement par équipes aux points | Classement par équipes aux points | Classement par équipes aux points |
| Équipe                            | Équipe                            | Pays                              | Points                            |
| --------------------------------- | --------------------------------- | --------------------------------- | --------------------------------- |
| 1re                               | Lidl-Trek                         | États-Unis                        | 1866 pts                          |
| 2e                                | SD Worx-Protime                   | Pays-Bas                          | 1862 pts                          |
| 3e                                | Canyon-SRAM Racing                | Allemagne                         | 1510 pts                          |
| 4e                                | Team Visma \| Lease a Bike        | Pays-Bas                          | 1162 pts                          |
| 5e                                | UAE Team ADQ                      | Émirats arabes unis               | 1017 pts                          |
| 6e                                | FDJ-Suez                          | France                            | 936 pts                           |
| 7e                                | AG Insurance-Soudal Team          | Belgique                          | 878 pts                           |
| 8e                                | Team DSM-Firmenich PostNL         | Pays-Bas                          | 829 pts                           |
| 9e                                | Liv AlUla Jayco                   | Australie                         | 787 pts                           |
| 10e                               | St Michel-Mavic-Auber93           | France                            | 649 pts                           |

| Classement par équipes aux points | Classement par équipes aux points | Classement par équipes aux points | Classement par équipes aux points |
| Équipe                            | Équipe                            | Pays                              | Points                            |
| --------------------------------- | --------------------------------- | --------------------------------- | --------------------------------- |
| 1re                               | Lidl-Trek                         | États-Unis                        | 1866 pts                          |
| 2e                                | SD Worx-Protime                   | Pays-Bas                          | 1862 pts                          |
| 3e                                | Canyon-SRAM Racing                | Allemagne                         | 1510 pts                          |
| 4e                                | Team Visma \| Lease a Bike        | Pays-Bas                          | 1162 pts                          |
| 5e                                | UAE Team ADQ                      | Émirats arabes unis               | 1017 pts                          |
| 6e                                | FDJ-Suez                          | France                            | 936 pts                           |
| 7e                                | AG Insurance-Soudal Team          | Belgique                          | 878 pts                           |
| 8e                                | Team DSM-Firmenich PostNL         | Pays-Bas                          | 829 pts                           |
| 9e                                | Liv AlUla Jayco                   | Australie                         | 787 pts                           |
| 10e                               | St Michel-Mavic-Auber93           | France                            | 649 pts                           |

## Liste des participantes
| Légende | Légende                                                                    | Légende | Légende                                                    |
| ------- | -------------------------------------------------------------------------- | ------- | ---------------------------------------------------------- |
| Num     | Dossard de départ porté par le coureur sur ces Strade Bianche              | Pos     | Position à l'arrivée de la course                          |
|         | Indique un maillot de champion national ou mondial, suivi de sa spécialité | NP      | Indique un coureur qui n'a pas pris le départ de la course |
| AB      | Indique un coureur qui n'a pas terminé la course                           | HD      | Indique un coureur qui a terminé la course hors des délais |

| SD Worx-Protime SDW | SD Worx-Protime SDW            | SD Worx-Protime SDW |
| ------------------- | ------------------------------ | ------------------- |
| Num                 | Coureuse                       | Pos                 |
| 1                   | Demi Vollering (NED) (route)   | 3e                  |
| 2                   | Mischa Bredewold (NED) (route) | 52e                 |
| 3                   | Elena Cecchini (ITA)           | 53e                 |
| 4                   | Niamh Fisher-Black (NZL)       | 21e                 |
| 5                   | Barbara Guarischi (ITA)        | AB                  |
| 6                   | Lotte Kopecky (BEL) (route)    | 1re                 |

| AG Insurance-Soudal Team AGS | AG Insurance-Soudal Team AGS       | AG Insurance-Soudal Team AGS |
| ---------------------------- | ---------------------------------- | ---------------------------- |
| Num                          | Coureuse                           | Pos                          |
| 11                           | Ashleigh Moolman (RSA)             | 17e                          |
| 12                           | Mireia Benito (ESP)                | 37e                          |
| 13                           | Julia Borgström (SWE)              | AB                           |
| 14                           | Justine Ghekiere (BEL)             | AB                           |
| 15                           | Kimberley Le Court de Billot (MRI) | 25e                          |
| 16                           | Gaia Masetti (ITA)                 | 44e                          |

| Aromitalia 3T Vaiano VAI | Aromitalia 3T Vaiano VAI | Aromitalia 3T Vaiano VAI |
| ------------------------ | ------------------------ | ------------------------ |
| Num                      | Coureuse                 | Pos                      |
| 21                       | Rasa Leleivytė (LTU)     | AB                       |
| 22                       | Milena Del Sarto (ITA)   | AB                       |
| 23                       | Ainhoa Moreno (ESP)      | AB                       |
| 24                       | Serena Semoli (ITA)      | AB                       |
| 25                       | Elisa Tottolo (ITA)      | AB                       |
| 26                       | Valentina Zanzi (ITA)    | AB                       |

| Bepink-Bongioanni BPK | Bepink-Bongioanni BPK               | Bepink-Bongioanni BPK |
| --------------------- | ----------------------------------- | --------------------- |
| Num                   | Coureuse                            | Pos                   |
| 31                    | Irene Cagnazzo (ITA)                | AB                    |
| 32                    | Ana Vitória Magalhães (BRA) (route) | AB                    |
| 33                    | Nora Jenčušová (SVK) (route)        | AB                    |
| 34                    | Martina Testa (ITA)                 | AB                    |
| 35                    | Monica Trinca Colonel (ITA)         | 38e                   |
| 36                    | Elisa Valtulini (ITA)               | AB                    |

| BTC City Ljubljana ___ | BTC City Ljubljana ___ | BTC City Ljubljana ___ |
| ---------------------- | ---------------------- | ---------------------- |
| Num                    | Coureuse               | Pos                    |
| 41                     | Carlotta Borello (ITA) | AB                     |

| BTC City Ljubljana Zhiraf Ambedo BZA | BTC City Ljubljana Zhiraf Ambedo BZA | BTC City Ljubljana Zhiraf Ambedo BZA |
| ------------------------------------ | ------------------------------------ | ------------------------------------ |
| Num                                  | Coureuse                             | Pos                                  |
| 42                                   | Špela Colnar (SLO)                   | AB                                   |

| BTC City Ljubljana ___ | BTC City Ljubljana ___    | BTC City Ljubljana ___ |
| ---------------------- | ------------------------- | ---------------------- |
| Num                    | Coureuse                  | Pos                    |
| 43                     | Pija Galof (SLO)          | AB                     |
| 44                     | Giulia Luciani (ITA)      | AB                     |
| 45                     | Urša Pintar (SLO) (route) | AB                     |

| BTC City Ljubljana Zhiraf Ambedo BZA | BTC City Ljubljana Zhiraf Ambedo BZA | BTC City Ljubljana Zhiraf Ambedo BZA |
| ------------------------------------ | ------------------------------------ | ------------------------------------ |
| Num                                  | Coureuse                             | Pos                                  |
| 46                                   | Yelizaveta Sklyarova (KAZ)           | AB                                   |

| Canyon-SRAM Racing CSR | Canyon-SRAM Racing CSR     | Canyon-SRAM Racing CSR |
| ---------------------- | -------------------------- | ---------------------- |
| Num                    | Coureuse                   | Pos                    |
| 51                     | Katarzyna Niewiadoma (POL) | 4e                     |
| 52                     | Ricarda Bauernfeind (GER)  | 29e                    |
| 53                     | Neve Bradbury (AUS)        | 24e                    |
| 54                     | Elise Chabbey (SUI)        | 8e                     |
| 55                     | Soraya Paladin (ITA)       | 54e                    |
| 56                     | Alice Towers (GBR)         | AB                     |

| Ceratizit-WNT Pro Cycling WNT | Ceratizit-WNT Pro Cycling WNT | Ceratizit-WNT Pro Cycling WNT |
| ----------------------------- | ----------------------------- | ----------------------------- |
| Num                           | Coureuse                      | Pos                           |
| 61                            | Marta Lach (POL)              | AB                            |
| 62                            | Laura Asencio (FRA)           | AB                            |
| 63                            | Nina Berton (LUX)             | AB                            |
| 64                            | Lana Eberle (GER)             | AB                            |
| 65                            | Marta Jaskulska (POL)         | AB                            |
| 66                            | Cédrine Kerbaol (FRA)         | 42e                           |

| Cofidis COF | Cofidis COF                    | Cofidis COF |
| ----------- | ------------------------------ | ----------- |
| Num         | Coureuse                       | Pos         |
| 71          | Victoire Berteau (FRA) (route) | 32e         |
| 72          | Julie Bego (FRA)               | AB          |
| 73          | Flavie Boulais (FRA)           | AB          |
| 74          | Morgane Coston (FRA)           | 30e         |
| 75          | Špela Kern (SLO)               | 47e         |
| 76          | Nikola Nosková (CZE)           | AB          |

| EF Education-Cannondale EFC | EF Education-Cannondale EFC  | EF Education-Cannondale EFC |
| --------------------------- | ---------------------------- | --------------------------- |
| Num                         | Coureuse                     | Pos                         |
| 81                          | Letizia Borghesi (ITA)       | AB                          |
| 82                          | Kristen Faulkner (USA)       | 6e                          |
| 83                          | Alison Jackson (CAN) (route) | AB                          |
| 84                          | Noemi Rüegg (SUI)            | 35e                         |
| 85                          | Coryn Labecki (USA)          | AB                          |
| 86                          | Magdeleine Vallieres (CAN)   | AB                          |

| FDJ-Suez FST | FDJ-Suez FST        | FDJ-Suez FST |
| ------------ | ------------------- | ------------ |
| Num          | Coureuse            | Pos          |
| 91           | Grace Brown (AUS)   | 49e          |
| 92           | Loes Adegeest (NED) | 50e          |
| 93           | Léa Curinier (FRA)  | 19e          |
| 94           | Amber Kraak (NED)   | 18e          |
| 95           | Évita Muzic (FRA)   | 10e          |
| 96           | Jade Wiel (FRA)     | 45e          |

| Fenix-Deceuninck FED | Fenix-Deceuninck FED          | Fenix-Deceuninck FED |
| -------------------- | ----------------------------- | -------------------- |
| Num                  | Coureuse                      | Pos                  |
| 101                  | Puck Pieterse (NED)           | 13e                  |
| 102                  | Yara Kastelijn (NED)          | 11e                  |
| 103                  | Greta Marturano (ITA)         | AB                   |
| 104                  | Pauliena Rooijakkers (NED)    | 28e                  |
| 105                  | Christina Schweinberger (AUT) | 15e                  |
| 106                  | Marthe Truyen (BEL)           | AB                   |

| Human Powered Health HPH | Human Powered Health HPH | Human Powered Health HPH |
| ------------------------ | ------------------------ | ------------------------ |
| Num                      | Coureuse                 | Pos                      |
| 111                      | Katia Ragusa (ITA)       | AB                       |
| 112                      | Julia Biryukova (UKR)    | AB                       |
| 113                      | Ruth Edwards (USA)       | AB                       |
| 114                      | Barbara Malcotti (ITA)   | 26e                      |
| 115                      | Lily Williams (USA)      | 55e                      |
| 116                      | Silvia Zanardi (ITA)     | AB                       |

| Isolmant-Premac-Vittoria SBT | Isolmant-Premac-Vittoria SBT | Isolmant-Premac-Vittoria SBT |
| ---------------------------- | ---------------------------- | ---------------------------- |
| Num                          | Coureuse                     | Pos                          |
| 121                          | Beatrice Rossato (ITA)       | AB                           |
| 122                          | Valeria Curnis (ITA)         | AB                           |
| 123                          | Sara Mazzorana (ITA)         | AB                           |
| 124                          | Sonia Rossetti (ITA)         | AB                           |
| 125                          | Marta Zanga (ITA)            | AB                           |
| 126                          | Asia Zontone (ITA)           | AB                           |

| Laboral Kutxa-Fundación Euskadi LKF | Laboral Kutxa-Fundación Euskadi LKF | Laboral Kutxa-Fundación Euskadi LKF |
| ----------------------------------- | ----------------------------------- | ----------------------------------- |
| Num                                 | Coureuse                            | Pos                                 |
| 131                                 | Lourdes Oyarbide (ESP)              | AB                                  |
| 132                                 | Nadia Quagliotto (ITA)              | AB                                  |
| 133                                 | Ane Santesteban (ESP)               | 43e                                 |
| 134                                 | Debora Silvestri (ITA)              | AB                                  |
| 135                                 | Laura Tomasi (ITA)                  | AB                                  |
| 136                                 | Cristina Tonetti (ITA)              | AB                                  |

| Lidl-Trek LTK | Lidl-Trek LTK                      | Lidl-Trek LTK |
| ------------- | ---------------------------------- | ------------- |
| Num           | Coureuse                           | Pos           |
| 141           | Elisa Longo Borghini (ITA) (route) | 2e            |
| 142           | Brodie Chapman (AUS)               | 34e           |
| 143           | Lizzie Deignan (GBR)               | 27e           |
| 144           | Lauretta Hanson (AUS)              | 36e           |
| 145           | Amanda Spratt (AUS)                | 20e           |
| 146           | Shirin van Anrooij (NED)           | 5e            |

| Liv AlUla Jayco LAJ | Liv AlUla Jayco LAJ               | Liv AlUla Jayco LAJ |
| ------------------- | --------------------------------- | ------------------- |
| Num                 | Coureuse                          | Pos                 |
| 151                 | Mavi García (ESP) (route)         | 12e                 |
| 152                 | Caroline Andersson (SWE)          | 16e                 |
| 153                 | Alexandra Manly (AUS)             | AB                  |
| 154                 | Amber Pate (AUS)                  | AB                  |
| 155                 | Ruby Roseman-Gannon (AUS) (route) | AB                  |
| 156                 | Ella Wyllie (NZL)                 | AB                  |

| Movistar Team MOV | Movistar Team MOV          | Movistar Team MOV |
| ----------------- | -------------------------- | ----------------- |
| Num               | Coureuse                   | Pos               |
| 161               | Mareille Meijering (NED)   | 31e               |
| 162               | Olivia Baril (CAN)         | 46e               |
| 163               | Jelena Erić (SRB) (route)  | AB                |
| 164               | Floortje Mackaij (NED)     | AB                |
| 165               | Sara Martín (ESP)          | AB                |
| 166               | Paula Patiño (COL) (route) | 41e               |

| Tashkent City Women Professional Cycling Team TCW | Tashkent City Women Professional Cycling Team TCW | Tashkent City Women Professional Cycling Team TCW |
| ------------------------------------------------- | ------------------------------------------------- | ------------------------------------------------- |
| Num                                               | Coureuse                                          | Pos                                               |
| 171                                               | Yanina Kuskova (UZB)                              | AB                                                |
| 172                                               | Madina Kakhkhorova (UZB)                          | AB                                                |
| 173                                               | Sofia Karimova (UZB)                              | AB                                                |
| 174                                               | Asal Rizaeva (UZB)                                | AB                                                |
| 175                                               | Nafosat Kozieva (UZB)                             | AB                                                |
| 176                                               | Margarita Misyurina (UZB)                         | AB                                                |

| Team dsm-firmenich PostNL DFP | Team dsm-firmenich PostNL DFP | Team dsm-firmenich PostNL DFP |
| ----------------------------- | ----------------------------- | ----------------------------- |
| Num                           | Coureuse                      | Pos                           |
| 181                           | Francesca Barale (ITA)        | 39e                           |
| 182                           | Eleonora Ciabocco (ITA)       | AB                            |
| 183                           | Pfeiffer Georgi (GBR) (route) | AB                            |
| 184                           | Nienke Vinke (NED)            | AB                            |
| 185                           | Josie Nelson (GBR)            | AB                            |

| Team Mendelspeck Ge-Man MDS | Team Mendelspeck Ge-Man MDS | Team Mendelspeck Ge-Man MDS |
| --------------------------- | --------------------------- | --------------------------- |
| Num                         | Coureuse                    | Pos                         |
| 191                         | Michela De Grandis (ITA)    | AB                          |
| 192                         | Alice Capasso (ITA)         | AB                          |
| 193                         | Giulia Miotto (ITA)         | AB                          |
| 194                         | Sara Piffer (ITA)           | AB                          |
| 195                         | Giulia Vallotto (ITA)       | AB                          |
| 196                         | Emma Zanetti (ITA)          | AB                          |

| Team Visma \| Lease a Bike TVL | Team Visma \| Lease a Bike TVL | Team Visma \| Lease a Bike TVL |
| ------------------------------ | ------------------------------ | ------------------------------ |
| Num                            | Coureuse                       | Pos                            |
| 201                            | Marianne Vos (NED)             | 9e                             |
| 202                            | Riejanne Markus (NED)          | 7e                             |
| 203                            | Lieke Nooijen (NED)            | AB                             |
| 204                            | Eva van Agt (NED)              | 51e                            |
| 205                            | Margaux Vigié (FRA)            | AB                             |
| 206                            | Sophie von Berswordt (NED)     | 48e                            |

| Top Girls Fassa Bortolo TOP | Top Girls Fassa Bortolo TOP | Top Girls Fassa Bortolo TOP |
| --------------------------- | --------------------------- | --------------------------- |
| Num                         | Coureuse                    | Pos                         |
| 211                         | Alice Palazzi (ITA)         | AB                          |
| 212                         | Giorgia Bariani (ITA)       | AB                          |
| 213                         | Alessia Missiaggia (ITA)    | AB                          |
| 214                         | Elisa De Vallier (ITA)      | AB                          |
| 215                         | Iris Monticolo (ITA)        | AB                          |
| 216                         | Gaia Segato (ITA)           | AB                          |

| UAE Team ADQ UAD | UAE Team ADQ UAD       | UAE Team ADQ UAD |
| ---------------- | ---------------------- | ---------------- |
| Num              | Coureuse               | Pos              |
| 221              | Silvia Persico (ITA)   | 14e              |
| 222              | Alena Amialiusik (BLR) | 23e              |
| 223              | Mikayla Harvey (NZL)   | AB               |
| 224              | Erica Magnaldi (ITA)   | 33e              |
| 225              | Tereza Neumanová (CZE) | AB               |
| 226              | Karlijn Swinkels (NED) | AB               |

| Uno-X Mobility UXM | Uno-X Mobility UXM            | Uno-X Mobility UXM |
| ------------------ | ----------------------------- | ------------------ |
| Num                | Coureuse                      | Pos                |
| 231                | Simone Boilard (CAN)          | AB                 |
| 232                | Katrine Aalerud (NOR)         | AB                 |
| 234                | Marte Berg Edseth (NOR)       | 40e                |
| 235                | Rebecca Koerner (DEN) (route) | AB                 |
| 236                | Anouska Koster (NED)          | 22e                |

| SD Worx-Protime SDW | SD Worx-Protime SDW            | SD Worx-Protime SDW |
| ------------------- | ------------------------------ | ------------------- |
| Num                 | Coureuse                       | Pos                 |
| 1                   | Demi Vollering (NED) (route)   | 3e                  |
| 2                   | Mischa Bredewold (NED) (route) | 52e                 |
| 3                   | Elena Cecchini (ITA)           | 53e                 |
| 4                   | Niamh Fisher-Black (NZL)       | 21e                 |
| 5                   | Barbara Guarischi (ITA)        | AB                  |
| 6                   | Lotte Kopecky (BEL) (route)    | 1re                 |

| AG Insurance-Soudal Team AGS | AG Insurance-Soudal Team AGS       | AG Insurance-Soudal Team AGS |
| ---------------------------- | ---------------------------------- | ---------------------------- |
| Num                          | Coureuse                           | Pos                          |
| 11                           | Ashleigh Moolman (RSA)             | 17e                          |
| 12                           | Mireia Benito (ESP)                | 37e                          |
| 13                           | Julia Borgström (SWE)              | AB                           |
| 14                           | Justine Ghekiere (BEL)             | AB                           |
| 15                           | Kimberley Le Court de Billot (MRI) | 25e                          |
| 16                           | Gaia Masetti (ITA)                 | 44e                          |

| Aromitalia 3T Vaiano VAI | Aromitalia 3T Vaiano VAI | Aromitalia 3T Vaiano VAI |
| ------------------------ | ------------------------ | ------------------------ |
| Num                      | Coureuse                 | Pos                      |
| 21                       | Rasa Leleivytė (LTU)     | AB                       |
| 22                       | Milena Del Sarto (ITA)   | AB                       |
| 23                       | Ainhoa Moreno (ESP)      | AB                       |
| 24                       | Serena Semoli (ITA)      | AB                       |
| 25                       | Elisa Tottolo (ITA)      | AB                       |
| 26                       | Valentina Zanzi (ITA)    | AB                       |

| Bepink-Bongioanni BPK | Bepink-Bongioanni BPK               | Bepink-Bongioanni BPK |
| --------------------- | ----------------------------------- | --------------------- |
| Num                   | Coureuse                            | Pos                   |
| 31                    | Irene Cagnazzo (ITA)                | AB                    |
| 32                    | Ana Vitória Magalhães (BRA) (route) | AB                    |
| 33                    | Nora Jenčušová (SVK) (route)        | AB                    |
| 34                    | Martina Testa (ITA)                 | AB                    |
| 35                    | Monica Trinca Colonel (ITA)         | 38e                   |
| 36                    | Elisa Valtulini (ITA)               | AB                    |

| BTC City Ljubljana ___ | BTC City Ljubljana ___ | BTC City Ljubljana ___ |
| ---------------------- | ---------------------- | ---------------------- |
| Num                    | Coureuse               | Pos                    |
| 41                     | Carlotta Borello (ITA) | AB                     |

| BTC City Ljubljana Zhiraf Ambedo BZA | BTC City Ljubljana Zhiraf Ambedo BZA | BTC City Ljubljana Zhiraf Ambedo BZA |
| ------------------------------------ | ------------------------------------ | ------------------------------------ |
| Num                                  | Coureuse                             | Pos                                  |
| 42                                   | Špela Colnar (SLO)                   | AB                                   |

| BTC City Ljubljana ___ | BTC City Ljubljana ___    | BTC City Ljubljana ___ |
| ---------------------- | ------------------------- | ---------------------- |
| Num                    | Coureuse                  | Pos                    |
| 43                     | Pija Galof (SLO)          | AB                     |
| 44                     | Giulia Luciani (ITA)      | AB                     |
| 45                     | Urša Pintar (SLO) (route) | AB                     |

| BTC City Ljubljana Zhiraf Ambedo BZA | BTC City Ljubljana Zhiraf Ambedo BZA | BTC City Ljubljana Zhiraf Ambedo BZA |
| ------------------------------------ | ------------------------------------ | ------------------------------------ |
| Num                                  | Coureuse                             | Pos                                  |
| 46                                   | Yelizaveta Sklyarova (KAZ)           | AB                                   |

| Canyon-SRAM Racing CSR | Canyon-SRAM Racing CSR     | Canyon-SRAM Racing CSR |
| ---------------------- | -------------------------- | ---------------------- |
| Num                    | Coureuse                   | Pos                    |
| 51                     | Katarzyna Niewiadoma (POL) | 4e                     |
| 52                     | Ricarda Bauernfeind (GER)  | 29e                    |
| 53                     | Neve Bradbury (AUS)        | 24e                    |
| 54                     | Elise Chabbey (SUI)        | 8e                     |
| 55                     | Soraya Paladin (ITA)       | 54e                    |
| 56                     | Alice Towers (GBR)         | AB                     |

| Ceratizit-WNT Pro Cycling WNT | Ceratizit-WNT Pro Cycling WNT | Ceratizit-WNT Pro Cycling WNT |
| ----------------------------- | ----------------------------- | ----------------------------- |
| Num                           | Coureuse                      | Pos                           |
| 61                            | Marta Lach (POL)              | AB                            |
| 62                            | Laura Asencio (FRA)           | AB                            |
| 63                            | Nina Berton (LUX)             | AB                            |
| 64                            | Lana Eberle (GER)             | AB                            |
| 65                            | Marta Jaskulska (POL)         | AB                            |
| 66                            | Cédrine Kerbaol (FRA)         | 42e                           |

| Cofidis COF | Cofidis COF                    | Cofidis COF |
| ----------- | ------------------------------ | ----------- |
| Num         | Coureuse                       | Pos         |
| 71          | Victoire Berteau (FRA) (route) | 32e         |
| 72          | Julie Bego (FRA)               | AB          |
| 73          | Flavie Boulais (FRA)           | AB          |
| 74          | Morgane Coston (FRA)           | 30e         |
| 75          | Špela Kern (SLO)               | 47e         |
| 76          | Nikola Nosková (CZE)           | AB          |

| EF Education-Cannondale EFC | EF Education-Cannondale EFC  | EF Education-Cannondale EFC |
| --------------------------- | ---------------------------- | --------------------------- |
| Num                         | Coureuse                     | Pos                         |
| 81                          | Letizia Borghesi (ITA)       | AB                          |
| 82                          | Kristen Faulkner (USA)       | 6e                          |
| 83                          | Alison Jackson (CAN) (route) | AB                          |
| 84                          | Noemi Rüegg (SUI)            | 35e                         |
| 85                          | Coryn Labecki (USA)          | AB                          |
| 86                          | Magdeleine Vallieres (CAN)   | AB                          |

| FDJ-Suez FST | FDJ-Suez FST        | FDJ-Suez FST |
| ------------ | ------------------- | ------------ |
| Num          | Coureuse            | Pos          |
| 91           | Grace Brown (AUS)   | 49e          |
| 92           | Loes Adegeest (NED) | 50e          |
| 93           | Léa Curinier (FRA)  | 19e          |
| 94           | Amber Kraak (NED)   | 18e          |
| 95           | Évita Muzic (FRA)   | 10e          |
| 96           | Jade Wiel (FRA)     | 45e          |

| Fenix-Deceuninck FED | Fenix-Deceuninck FED          | Fenix-Deceuninck FED |
| -------------------- | ----------------------------- | -------------------- |
| Num                  | Coureuse                      | Pos                  |
| 101                  | Puck Pieterse (NED)           | 13e                  |
| 102                  | Yara Kastelijn (NED)          | 11e                  |
| 103                  | Greta Marturano (ITA)         | AB                   |
| 104                  | Pauliena Rooijakkers (NED)    | 28e                  |
| 105                  | Christina Schweinberger (AUT) | 15e                  |
| 106                  | Marthe Truyen (BEL)           | AB                   |

| Human Powered Health HPH | Human Powered Health HPH | Human Powered Health HPH |
| ------------------------ | ------------------------ | ------------------------ |
| Num                      | Coureuse                 | Pos                      |
| 111                      | Katia Ragusa (ITA)       | AB                       |
| 112                      | Julia Biryukova (UKR)    | AB                       |
| 113                      | Ruth Edwards (USA)       | AB                       |
| 114                      | Barbara Malcotti (ITA)   | 26e                      |
| 115                      | Lily Williams (USA)      | 55e                      |
| 116                      | Silvia Zanardi (ITA)     | AB                       |

| Isolmant-Premac-Vittoria SBT | Isolmant-Premac-Vittoria SBT | Isolmant-Premac-Vittoria SBT |
| ---------------------------- | ---------------------------- | ---------------------------- |
| Num                          | Coureuse                     | Pos                          |
| 121                          | Beatrice Rossato (ITA)       | AB                           |
| 122                          | Valeria Curnis (ITA)         | AB                           |
| 123                          | Sara Mazzorana (ITA)         | AB                           |
| 124                          | Sonia Rossetti (ITA)         | AB                           |
| 125                          | Marta Zanga (ITA)            | AB                           |
| 126                          | Asia Zontone (ITA)           | AB                           |

| Laboral Kutxa-Fundación Euskadi LKF | Laboral Kutxa-Fundación Euskadi LKF | Laboral Kutxa-Fundación Euskadi LKF |
| ----------------------------------- | ----------------------------------- | ----------------------------------- |
| Num                                 | Coureuse                            | Pos                                 |
| 131                                 | Lourdes Oyarbide (ESP)              | AB                                  |
| 132                                 | Nadia Quagliotto (ITA)              | AB                                  |
| 133                                 | Ane Santesteban (ESP)               | 43e                                 |
| 134                                 | Debora Silvestri (ITA)              | AB                                  |
| 135                                 | Laura Tomasi (ITA)                  | AB                                  |
| 136                                 | Cristina Tonetti (ITA)              | AB                                  |

| Lidl-Trek LTK | Lidl-Trek LTK                      | Lidl-Trek LTK |
| ------------- | ---------------------------------- | ------------- |
| Num           | Coureuse                           | Pos           |
| 141           | Elisa Longo Borghini (ITA) (route) | 2e            |
| 142           | Brodie Chapman (AUS)               | 34e           |
| 143           | Lizzie Deignan (GBR)               | 27e           |
| 144           | Lauretta Hanson (AUS)              | 36e           |
| 145           | Amanda Spratt (AUS)                | 20e           |
| 146           | Shirin van Anrooij (NED)           | 5e            |

| Liv AlUla Jayco LAJ | Liv AlUla Jayco LAJ               | Liv AlUla Jayco LAJ |
| ------------------- | --------------------------------- | ------------------- |
| Num                 | Coureuse                          | Pos                 |
| 151                 | Mavi García (ESP) (route)         | 12e                 |
| 152                 | Caroline Andersson (SWE)          | 16e                 |
| 153                 | Alexandra Manly (AUS)             | AB                  |
| 154                 | Amber Pate (AUS)                  | AB                  |
| 155                 | Ruby Roseman-Gannon (AUS) (route) | AB                  |
| 156                 | Ella Wyllie (NZL)                 | AB                  |

| Movistar Team MOV | Movistar Team MOV          | Movistar Team MOV |
| ----------------- | -------------------------- | ----------------- |
| Num               | Coureuse                   | Pos               |
| 161               | Mareille Meijering (NED)   | 31e               |
| 162               | Olivia Baril (CAN)         | 46e               |
| 163               | Jelena Erić (SRB) (route)  | AB                |
| 164               | Floortje Mackaij (NED)     | AB                |
| 165               | Sara Martín (ESP)          | AB                |
| 166               | Paula Patiño (COL) (route) | 41e               |

| Tashkent City Women Professional Cycling Team TCW | Tashkent City Women Professional Cycling Team TCW | Tashkent City Women Professional Cycling Team TCW |
| ------------------------------------------------- | ------------------------------------------------- | ------------------------------------------------- |
| Num                                               | Coureuse                                          | Pos                                               |
| 171                                               | Yanina Kuskova (UZB)                              | AB                                                |
| 172                                               | Madina Kakhkhorova (UZB)                          | AB                                                |
| 173                                               | Sofia Karimova (UZB)                              | AB                                                |
| 174                                               | Asal Rizaeva (UZB)                                | AB                                                |
| 175                                               | Nafosat Kozieva (UZB)                             | AB                                                |
| 176                                               | Margarita Misyurina (UZB)                         | AB                                                |

| Team dsm-firmenich PostNL DFP | Team dsm-firmenich PostNL DFP | Team dsm-firmenich PostNL DFP |
| ----------------------------- | ----------------------------- | ----------------------------- |
| Num                           | Coureuse                      | Pos                           |
| 181                           | Francesca Barale (ITA)        | 39e                           |
| 182                           | Eleonora Ciabocco (ITA)       | AB                            |
| 183                           | Pfeiffer Georgi (GBR) (route) | AB                            |
| 184                           | Nienke Vinke (NED)            | AB                            |
| 185                           | Josie Nelson (GBR)            | AB                            |

| Team Mendelspeck Ge-Man MDS | Team Mendelspeck Ge-Man MDS | Team Mendelspeck Ge-Man MDS |
| --------------------------- | --------------------------- | --------------------------- |
| Num                         | Coureuse                    | Pos                         |
| 191                         | Michela De Grandis (ITA)    | AB                          |
| 192                         | Alice Capasso (ITA)         | AB                          |
| 193                         | Giulia Miotto (ITA)         | AB                          |
| 194                         | Sara Piffer (ITA)           | AB                          |
| 195                         | Giulia Vallotto (ITA)       | AB                          |
| 196                         | Emma Zanetti (ITA)          | AB                          |

| Team Visma \| Lease a Bike TVL | Team Visma \| Lease a Bike TVL | Team Visma \| Lease a Bike TVL |
| ------------------------------ | ------------------------------ | ------------------------------ |
| Num                            | Coureuse                       | Pos                            |
| 201                            | Marianne Vos (NED)             | 9e                             |
| 202                            | Riejanne Markus (NED)          | 7e                             |
| 203                            | Lieke Nooijen (NED)            | AB                             |
| 204                            | Eva van Agt (NED)              | 51e                            |
| 205                            | Margaux Vigié (FRA)            | AB                             |
| 206                            | Sophie von Berswordt (NED)     | 48e                            |

| Top Girls Fassa Bortolo TOP | Top Girls Fassa Bortolo TOP | Top Girls Fassa Bortolo TOP |
| --------------------------- | --------------------------- | --------------------------- |
| Num                         | Coureuse                    | Pos                         |
| 211                         | Alice Palazzi (ITA)         | AB                          |
| 212                         | Giorgia Bariani (ITA)       | AB                          |
| 213                         | Alessia Missiaggia (ITA)    | AB                          |
| 214                         | Elisa De Vallier (ITA)      | AB                          |
| 215                         | Iris Monticolo (ITA)        | AB                          |
| 216                         | Gaia Segato (ITA)           | AB                          |

| UAE Team ADQ UAD | UAE Team ADQ UAD       | UAE Team ADQ UAD |
| ---------------- | ---------------------- | ---------------- |
| Num              | Coureuse               | Pos              |
| 221              | Silvia Persico (ITA)   | 14e              |
| 222              | Alena Amialiusik (BLR) | 23e              |
| 223              | Mikayla Harvey (NZL)   | AB               |
| 224              | Erica Magnaldi (ITA)   | 33e              |
| 225              | Tereza Neumanová (CZE) | AB               |
| 226              | Karlijn Swinkels (NED) | AB               |

| Uno-X Mobility UXM | Uno-X Mobility UXM            | Uno-X Mobility UXM |
| ------------------ | ----------------------------- | ------------------ |
| Num                | Coureuse                      | Pos                |
| 231                | Simone Boilard (CAN)          | AB                 |
| 232                | Katrine Aalerud (NOR)         | AB                 |
| 234                | Marte Berg Edseth (NOR)       | 40e                |
| 235                | Rebecca Koerner (DEN) (route) | AB                 |
| 236                | Anouska Koster (NED)          | 22e                |